# Tagelus plebeius
Tagelus plebeius (nomeada, em inglês, stout American Tagelus ou apenas stout Tagelus – o termo stout significando "robusto", "corpulento" ou "entroncado" – ; em português, no Brasil, denominada canivete, unha-de-velha, unha-de-velho – no masculino: especificada por Houaiss, embora o Dicionário Aurélio cite um Solenidae anônimo – ou unha-de-urubu; no passado, e até o século XX, também denominada cientificamente Tagelus gibbus) é uma espécie costeira de molusco Bivalvia eurialino, marinho e litorâneo, da família Solecurtidae e gênero Tagelus, classificada por John Lightfoot, em 1786, e originalmente denominada Solen plebeius. Habita as costas do oeste do Atlântico, do Cabo Cod, Massachusetts, Estados Unidos, até o golfo do México e mar do Caribe, incluindo Grandes Antilhas, leste da Colômbia, Venezuela, Suriname, e rumo à região sudeste e região sul do Brasil, até Uruguai e a Patagonia, na Argentina. Trata-se de espécie alimentícia e que pode ser encontrada nos sambaquis brasileiros, do Rio de Janeiro até Santa Catarina. Embora seja uma espécie comum, em 2018 Tagelus plebeius foi colocada no Livro Vermelho do ICMBio; considerada uma espécie pouco preocupante (LC), com a conclusão desta avaliação feita em 2012.

## Descrição da concha
Tagelus plebeius possui concha com duas valvas retangulares e quase cilíndricas, alongadas e delgadas, de cor branca e com manchas amareladas a rosadas; lisas, mas com linhas de crescimento aparentes, e ambas se tocando apenas em suas margens não laterais e menos arredondadas; sendo cobertas por um perióstraco fosco, opaco e destacável, verde-oliva, castanho-claro ou castanho-escuro; mais persistente em suas margens. É dotada de umbos de pequenas dimensões, ligeiramente deslocados do centro de cada valva (quase centrais) e com os ápices apontados para trás; e possui o seu interior também branco e porcelanoso. Seu comprimento geralmente pode atingir os 7 ou 8 centímetros, quando desenvolvida, com um tamanho médio de 4 a 5 centímetros; mas podendo chegar a mais de 10 centímetros.

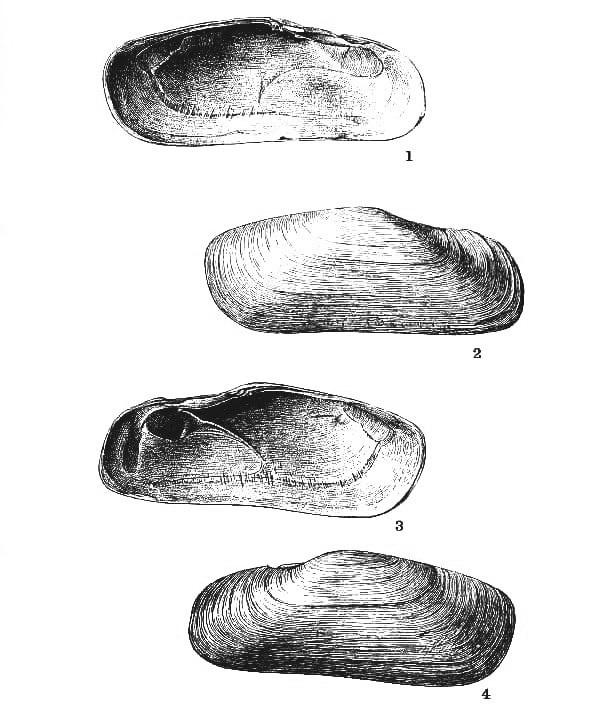
Ilustração de uma concha subfóssil de T. plebeius (Maryland Geological Survey; v. 4: 1901). 1 - Interior da valva direita; 2 - Exterior da valva esquerda; 3 - Interior da mesma; 4 - Exterior da valva direita.

## Descrição do animal
O animal de Tagelus plebeius possui o pé bastante longo e grosso. Os sifões são altamente desenvolvidos e a cavidade do manto contém um par de brânquias, cada uma formada por duas séries de lamelas extensamente fundidas por junções interlamelares.

## Comportamento
Trata-se de uma espécie adaptada aos bentos arenosos, areno-lodosos ou lamosos, próximos à desembocadura de rios ou de riachos, incluindo os mangues, locais onde se enterra verticalmente, entre 50 a 70 centímetros, aprofundando-se no substrato com a ajuda de seu pé; vivendo da zona entremarés até os 10 metros de profundidade (com registros de mais de 20 metros) e expondo dois longos sifões que atingem a superfície do relevo oceânico.

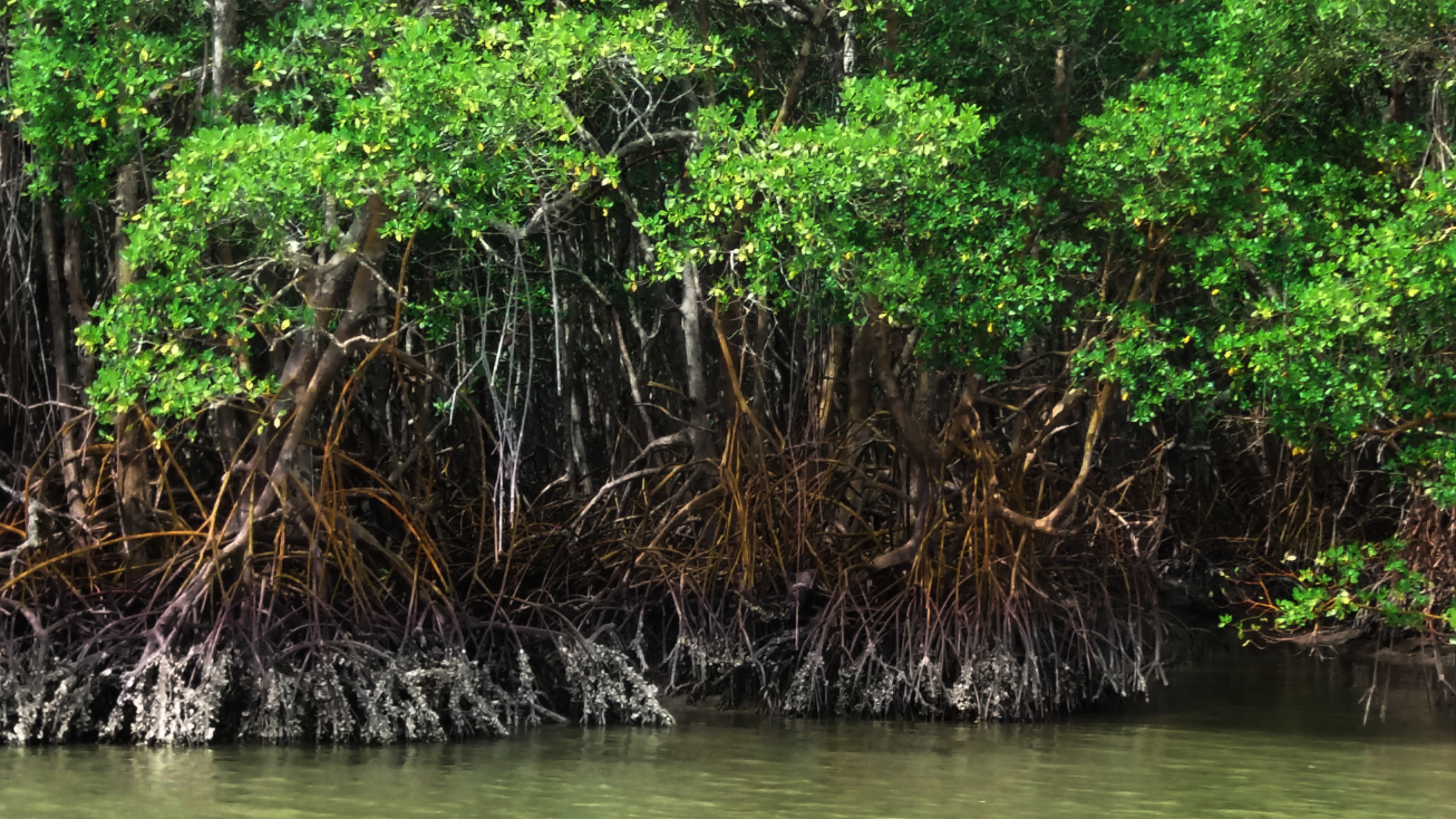
T. plebeius pode ser encontrado em habitats intermediários ou ecótonos, costeiros e estuarinos, incluindo os mangues,[13] sendo uma espécie eurialina.

## Tagelus divisus
Na costa leste americana também ocorre outra espécie de Tagelus que é simpátrica a Tagelus plebeius; tratando-se de Tagelus divisus (Spengler, 1794), de concha menor (até 4 centímetros) e mais frágil, que difere de Tagelus plebeius pela presença de uma mancha, linear e transversal, no meio do comprimento das valvas de sua concha; mas também por poder apresentar nítidas variações de tonalidade púrpura ou violeta: assim denominada purplish American Tagelus, ou purplish Tagelus, em inglês.